# Lupus-TR-3
Lupus-TR-3 — одиночная звезда в созвездии Волка на расстоянии приблизительно 6523 световых лет (около 2000 парсек) от Солнца. Видимая звёздная величина звезды — +17,4m.
Вокруг звезды обращается, как минимум, одна планета.

## Характеристики
Lupus-TR-3 — оранжевый карлик спектрального класса K1V. Масса — около 0,87 солнечной, радиус — около 0,82 солнечного. Эффективная температура — около 5000 K.

## Планетная система

Орбита планеты в системе Lupus-TR-3

В 2007 году группой астрономов из Гарвард-Смитсоновского центра астрофизики было объявлено об открытии планеты Lupus-TR-3 b. По массе и размерам она немного уступает Юпитеру — её масса и радиус составляют 80 % юпитерианских. Планета обращается очень близко к родительской звезде — на расстоянии всего 0,46 а.е. — и относится к классу горячих юпитеров.